# Strez
Strez (in bulgaro e in macedone Стрез?; in grafia originale: Стрѣзъ) (XII secolo – valle di Polog, 1214) fu un sebastocratore bulgaro medievale vissuto con certezza tra il 1207 e il 1214.
Membro della dinastia Asen e cugino o fratello di Boril di Bulgaria, sovrano del Secondo Impero bulgaro, Strez è conosciuto soprattutto per via delle sue pretese al trono di Bulgaria. Inizialmente, egli si oppose infatti all'ascesa del suo stretto parente Boril e rifiutò di prestargli obbedienza, dovendo perciò fuggire in Serbia, dove accettò di divenire un vassallo del gran principe Stefano Prvovenčani. Il sostegno serbo lo aiutò ad affermarsi come sovrano ampiamente indipendente in gran parte della regione della Macedonia. Tuttavia, Strez si rivoltò contro la Serbia e decise di allearsi nuovamente con il suo vecchio nemico Boril, accettando un rapporto di vassallaggio. È probabile che questa decisione fosse motivata anche dalla sua decisione di ostacolare l'Impero latino, oltre che la Serbia. Strez morì nel corso di una grande campagna anti-serba in circostanze poco chiare, secondo alcuni proprio perché caduto vittima di un complotto serbo.

## Biografia

### Pretendente al trono e vassallo serbo

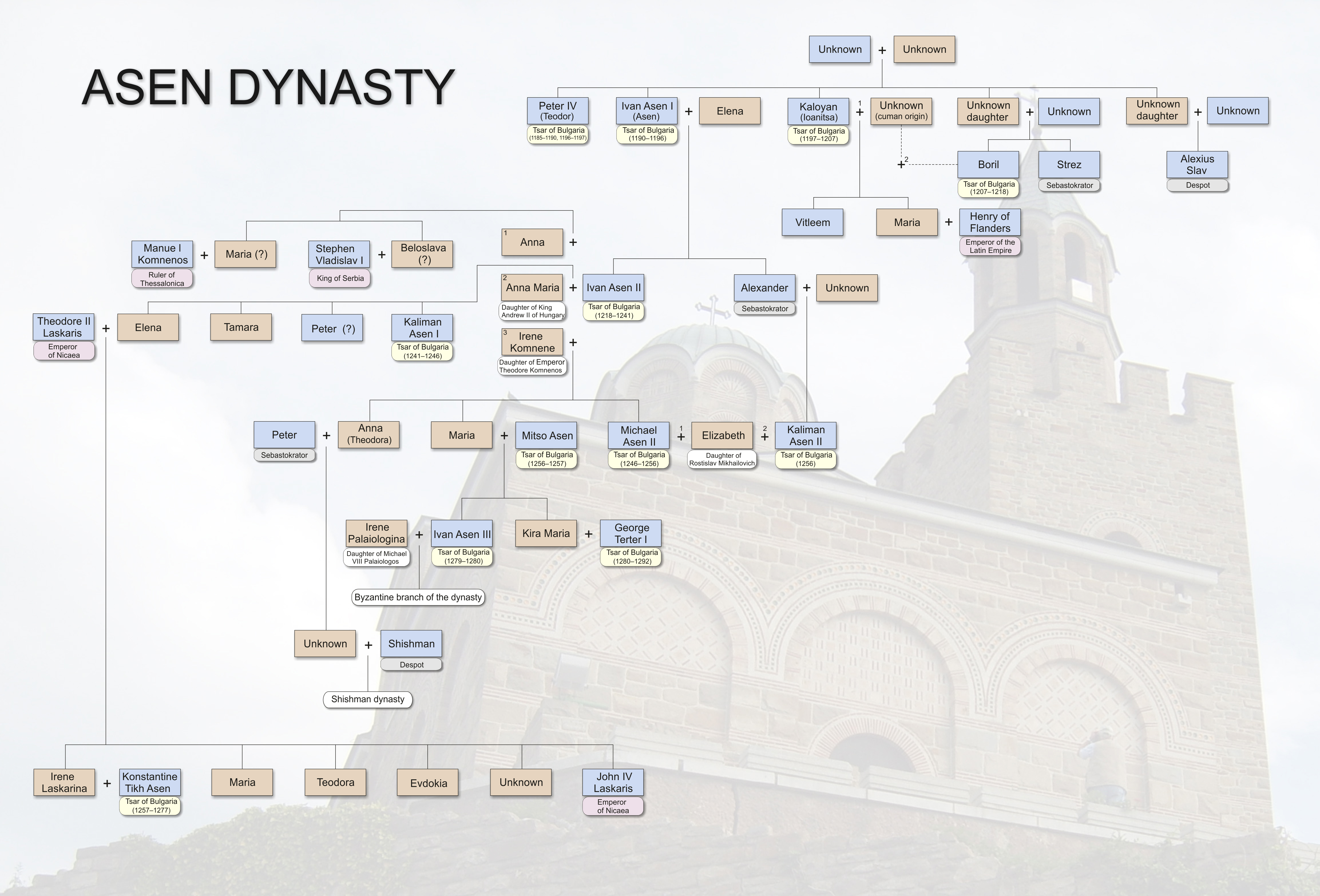
Albero genealogico della dinastia Asen, compresi Strez e Boril

Di Strez non si parla fino agli eventi che seguirono la morte improvvisa dello zar Kalojan (regnante dal 1197 al 1207) durante un assedio compiuto ai danni di Tessalonica. Proprio come Alessio Slavo, un altro nobile che avrebbe anch'egli palesato atteggiamenti secessionisti, Strez era il nipote dei fratelli Pietro, Ivan Asen e Kalojan, ovvero i primi tre imperatori del Secondo Impero bulgaro. Tuttavia, non è chiaro se, in virtù della sua parentela con i primi Asen, fosse un cugino di primo grado o un fratello di Boril (regnante dal 1207 al 1218).
Al momento della morte di Kalojan, Strez si trovava nella capitale Tărnovo, forse nel tentativo di proporsi come potenziale successore per via dei suoi legami di sangue con la dinastia regnante. Tuttavia, Boril si dimostrò il candidato più ambizioso e, una volta salito al potere, scacciò gli altri candidati al trono. Alessio Slavo, allo stesso modo del figlio omonimo di Ivan Asen, Ivan Asen II, dovette lasciare la Bulgaria.
Come accadde ad altri membri della famiglia reale, l'ascesa di Boril costrinse Strez e i suoi più stretti sostenitori a fuggire, nel suo caso nella vicina Serbia, dove fu accolto dal sovrano dell'epoca Stefano Prvovenčani (r. 1196-1228) nel 1207 o all'inizio del 1208. Malgrado Boril chiese l'estradizione di Strez in Bulgaria, il sovrano serbo sperava di sfruttare Strez come fantoccio per assicurarsi il territorio bulgaro. Stefano riteneva che l'ascendenza reale e le aspirazioni imperiali di Strez avrebbero reso molto più facile imporre il dominio serbo in Macedonia, Kosovo e Braničevo, oltre che su Belgrado, tutte località conquistate dalla Bulgaria quando era al potere Kalojan. Allo stesso tempo, Boril non fu in grado di intraprendere un'azione militare contro Strez e il suo sostenitore serbo, poiché aveva subito una grave sconfitta per mano dei latini nella battaglia di Filippopoli del 1208. Stefano strinse legami molto stretti con Strez, nella speranza che ciò gli avrebbe permesso di assicurarsi la fedeltà del bulgaro.

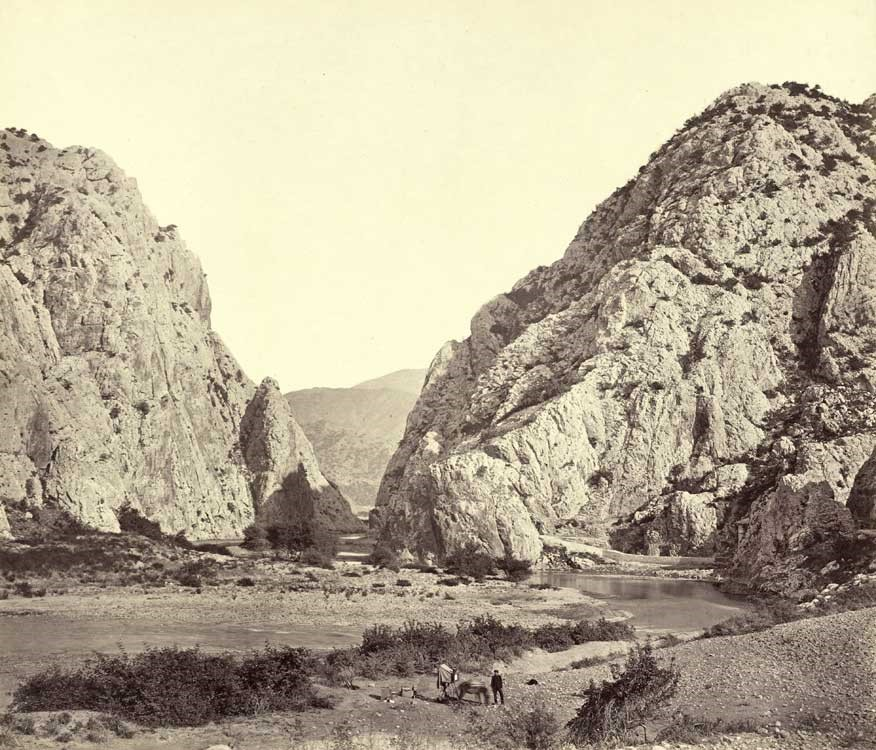
La gola del Vardar presso l'odierna Demir Kapija fu la sede della capitale di Strez, Prosek, dal 1208 al 1214

Nel 1208, Strez fu a capo di una forza serba che si impadronì di gran parte della valle del Vardar dalla Bulgaria. Egli si stabilì come vassallo serbo nella fortezza di Prosek (vicino alla moderna Demir Kapija), già capitale del separatista valacco Dobromiro Chrysos. Nel 1209, il dominio di Strez si estendeva su gran parte della Macedonia, dalla valle del fiume Struma a est, dove confinava con le terre controllate da Boril, a Bitola e forse Ocrida a ovest, e da Skopje a nord fino a Veria a sud. Mentre Strez si guadagnò rapidamente l'appoggio della popolazione bulgara locale e forse sottrasse altri possedimenti a Boril, delle unità serbe rimasero comunque nei suoi domini, sia per garantire la sua fedeltà sia con l'intento di spodestarlo e annettere un domani le sue terre.

### Vassallo bulgaro
Il matrimonio di Alessio Slavo con la figlia dell'imperatore latino Enrico di Fiandra nel 1209 rappresentava in teoria un grande pericolo per il sovrano bulgaro Boril, il quale avrebbe potuto scontrarsi con le loro forze congiunte. Temendo uno scenario simile, Boril si rivolse a Strez, che all'epoca stava acquisendo sempre più potere ed era prossimo ad ottenere una completa indipendenza dalla Serbia. Strez accettò di giungere a una pace con il suo vecchio nemico, malgrado soltanto a condizione che Boril ne accettasse la completa autonomia. Strez eliminò le truppe serbe rimaste nelle sue terre, eseguendo un atto che i serbi considerarono un tradimento ispirato dal diavolo. Non è impossibile che Boril avesse convinto Strez con un'azione militare, malgrado appaia più probabile che l'unione fu raggiunta attraverso dei negoziati.
Nello stesso anno, Strez e Boril avevano stretto una pace con Michele Comneno Ducas, il sovrano del Despotato dell'Epiro. Alla fine del 1209, Strez e Michele potrebbero aver tentato una campagna congiunta contro Salonicco, in quanto entrambi persero delle terre a favore dei latini in quella che probabilmente fu un'incursione di rappresaglia avvenuta alla fine del 1209 o all'inizio del 1210. Il fallimento di questo attacco spinse Michele a distaccarsi dai suoi alleati bulgari e a sostenere i latini. All'inizio del 1211, Strez si scontrò con i latini e l'Epiro a Salonicco e richiese l'assistenza di Boril, dopo che Michele ed Enrico avevano invaso la parte occidentale del regno di Strez. All'inizio dell'estate, l'esercito bulgaro alleato subì una pesante sconfitta a Bitola per mano di Michele, del fratello di Enrico, Eustachio, e di Bernardo di Katzenellenbogen. Anche se ciò non comportò perdite territoriali, tale evento impedì a Strez un'espansione verso sud. Nell'ambito di un concilio tenutosi nel 1211 in Bulgaria e durante il quale venne proclamato il divieto di professare il bogomilismo del 1211, Strez viene definito «sebastocratore». Il titolo gli fu conferito da Boril nell'ambito del loro accordo del 1209, oppure in alternativa fu assegnato a Strez da Kalojan durante il suo dominio. In ogni caso, Boril riconobbe certamente il diritto di Strez ad adoperare questo titolo. Esistono degli indizi i quali lasciano intendere che Strez divise i suoi possedimenti in unità amministrative, ciascuna delle quali guidata da un sebastos. Nel 1212, Strez era abbastanza potente da essere considerato da Enrico stesso uno dei principali avversari dell'Impero latino, al pari di Boril, Michele Ducas e al sovrano dell'Impero di Nicea Teodoro I Lascaris.

### Campagna antiserba e morte
Dopo una serie di fallimenti militari contro i latini, Boril cessò le ostilità con Enrico nel 1213, combinando per l'occasione due matrimoni reali. In qualità di vassallo di Boril, Strez partecipò all'unione bulgaro-latina, il cui obiettivo a breve termine era eseguire una duplice invasione della Serbia. Nel 1214, le forze di Boril ed Enrico attaccarono la Serbia da est, mentre l'esercito di Strez, che le fonti contemporanee considerano «innumerevole», penetrò nel territorio serbo da sud e raggiunse la valle del Polog. Di fronte a una grande invasione su due fronti, i serbi non tardarono a chiedere la pace. Dopo che gli inviati di Stefan a Strez fallirono nel loro intento, egli inviò suo fratello, l'arcivescovo Sava (canonizzato come San Sava) nel campo di Strez.
Anche se la diplomazia di Sava non sortì alcun effetto, Strez morì la notte successiva alla partenza di Sava. Le fonti serbe presentano la morte di Strez come un miracolo, poiché secondo il racconto Strez venne pugnalato da un angelo. In realtà, è probabile che fu forse assassinato nell'ambito di un complotto orchestrato da Sava. Lo storico John V. A. Fine ha ipotizzato che Sava possa aver trovato sostenitori tra i nobili di Strez, alcuni dei quali gli si erano rivoltati contro e avevano organizzato una congiura, per poi disertare in Serbia subito dopo. Secondo l'agiografia di San Sava, in punto di morte Strez affermò di essere stato pugnalato da un giovane soldato su ordine del chierico serbo.
Mentre la morte di Strez comportò la fine della campagna latino-bulgara, Stefano non intraprese una campagna in Macedonia a causa della vicinanza delle truppe della coalizione, le quali si erano fermate a Niš. Nel 1217, tutto il territorio di Strez appariva sotto il dominio dell'Epiro amministrato da Teodoro Comneno Ducas. Non si può comunque escludere che Boril potrebbe averne controllato una parte o addirittura tutta prima di allora. I serbi non riuscirono a trarre vantaggio dalla morte di Strez, in quanto non furono in grado di acquisire nessuno dei suoi precedenti domini.

## Giudizio storiografico
Le fonti serbe coeve, come ad esempio l'agiografia di San Sava, riservano toni assai critici nei confronti delle azioni di Strez. I serbi accusavano infatti il sebastocratore di imprudenza, ubriachezza, empietà, tradimento e crudeltà. L'agiografia di San Sava racconta della presunta tendenza di Strez a far gettare i prigionieri da un'alta rupe nel fiume Vardar per il suo divertimento e dei suoi ospiti. Mentre i prigionieri cadevano verso la morte, Strez soleva sarcasticamente urlargli di non bagnarsi i soprabiti. Lo storico bulgaro Ivan Lazarov ha ritenuto che si trattasse semplicemente di calunnie. Nella sua biografia dedicata Strez, egli ha ricordato il sovrano medievale come un «vero membro della dinastia Asen» e ha difeso le sue azioni, in quanto «figlio del suo tempo». Lazarov ha giudicato Strez alla stregua di una personalità caratteristica e vivace, che poneva la sua indipendenza al di sopra di qualsiasi cosa.

## Rilevanza storica
Il nome di Strez è entrato a far parte del folklore bulgaro, compreso un resoconto leggendario della sua vita intitolato Biografia del principe Stregan e risalente al XVIII secolo o a qualche tempo dopo. Almeno gli abitanti di una località della Macedonia avevano un forte legame con Strez, inteso dalla gente come un voivoda o un aiduca che avrebbe difeso il popolo contro gli ottomani. Alcune rovine situate presso il fiume Vardar e vicino a Jegunovce, a ovest di Skopje, erano conosciute dalla gente del posto come "Fortezza di Strez" (Стрезово кале, Strezovo kale). Anche se in realtà la sua capitale, Prosek, si trovava molto più a sud, il castello di Jegunovce potrebbe aver fatto parte delle fortificazioni di confine di Strez, oppure potrebbe essere stato il luogo in cui ebbero luogo i negoziati con Sava e poi la morte del nobile bulgaro.